# Straat Makassar
De Straat Makassar is een zeestraat tussen de Indonesische eilanden Borneo en Sulawesi. De Straat Makassar vormt de verbinding tussen de Celebeszee in het noorden en de Javazee in het zuiden en is een belangrijke scheepvaartroute.
De zeestraat dankt zijn naam aan de havenstad Makassar op Sulawesi. Andere havens aan de zeestraat zijn Balikpapan en Palu.